# Scopogonalia subolivacea
Scopogonalia subolivacea är en insektsart som beskrevs av Carl Stål 1862. Scopogonalia subolivacea ingår i släktet Scopogonalia och familjen dvärgstritar. Inga underarter finns listade i Catalogue of Life.